# Tibouchina microphylla
Tibouchina microphylla är en tvåhjärtbladig växtart som beskrevs av Célestin Alfred Cogniaux och Schwacke. Tibouchina microphylla ingår i släktet Tibouchina och familjen Melastomataceae. Inga underarter finns listade i Catalogue of Life.